# Broederbond
L'Afrikanerbond ou Afrikaner Broederbond ou simplement Broederbond (afrikaans pour « Ligue des frères afrikaners ») est une organisation fraternelle secrète et une « société d'entraide », vouée à la promotion des intérêts de la communauté afrikaner en Afrique du Sud.

## Histoire
Cette organisation secrète fut particulièrement impliquée dans la montée du nationalisme afrikaner et dans la réflexion et la mise en place du dogme de l'apartheid par le Parti national. 
Durant la période de gouvernement nationaliste entre 1948 et 1994, les ministres, les officiers militaires, la plupart des hommes de l'église calviniste, des universitaires, des enseignants et des officiers de police étaient membres de cette organisation secrète. 
La plupart des décisions importantes du gouvernement sud-africain, concernant notamment l'imposition puis le démantèlement de l'apartheid, auraient été d'abord discutées et décidées en son sein. 
Depuis le début des années 1990, la ligue s'est ouverte aux femmes et aux Coloureds de langue afrikaans. Elle s'est fait également connaitre du grand public et continue d'exercer son influence comme médiateur entre les afrikaners et l'élite noire de l'ANC.

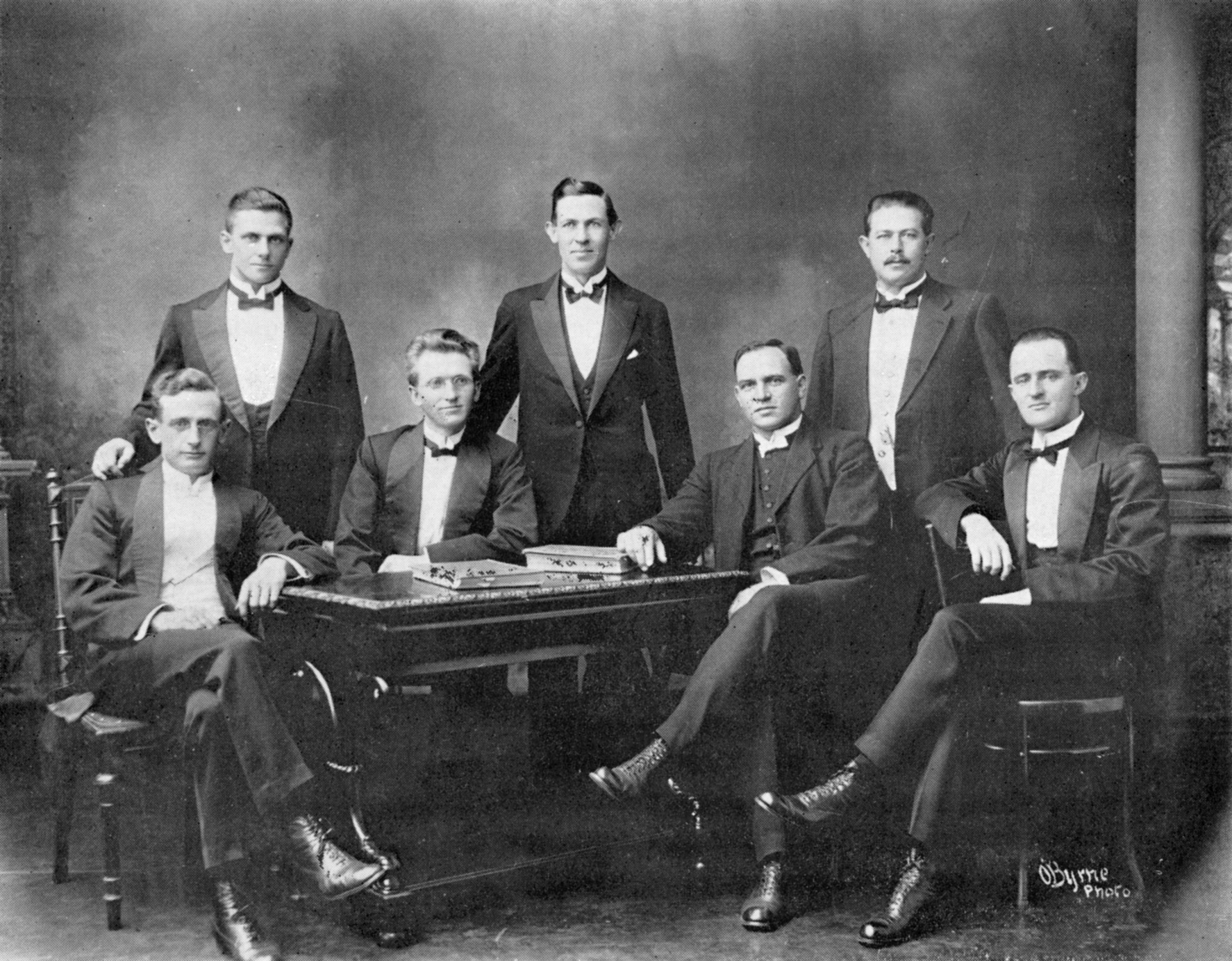
Les fondateurs du Broederbond en 1918. De gauche à droite : D. H. C. du Plessis, J. Combrink, H. le R. Jooste.
Assis: L. J. Erasmus, H. J. Klopper, Ds W. Nicol, J. E. Reeler.

En mai 1918, une association est fondée à Johannesbourg par trois jeunes Afrikaners dont le but est la défense des membres de leur communauté afin de recouvrer les droits perdus en 1902 à la fin de la seconde guerre des Boers. D'abord baptisée Jong Suid-Afrika, puis Afrikaner Broederbond (Ligue des frères Afrikaners), cette association qui rassemblait à son origine des pasteurs calvinistes, des employés des chemins de fer et des policiers, devient en 1921 une fraternité secrète, recrutant un nombre croissant d'instituteurs, de professeurs, d'universitaires et de politiciens. Ses membres ne sont que des hommes blancs et les conditions de sélection sont rigoureuses. Il faut être un Sud-Africain blanc de langue maternelle afrikaans et membre de l'Église réformée néerlandaise, être âgé de plus de 25 ans, avoir un revenu confortable et être parrainé par au moins deux membres de la fraternité. 
À partir de 1927 (date de la renonciation au républicanisme par le premier ministre James Barry Hertzog), le Bond va accroître son activisme et étendre son influence et son audience au sein de la communauté afrikaner. Il va définir l'identité de l'Afrikaner duquel il placera les intérêts au-dessus de toutes les autres communautés d'Afrique du Sud. Son but est ainsi d'assurer le baasskap, c’est-à-dire la domination des Afrikaners sur les différentes nations du pays. Il préconise de développer la culture afrikaans, l'économie afrikaans et d'infiltrer puis de prendre le pouvoir politique aux Afrikaners modérés et aux Anglo-sud-africains. Le Broedebond s'investira notamment dans la SANLAM (South African National Life Assurance Company), une compagnie d'assurance afrikaner fondée en 1918 et chargée de récolter l'épargne afrikaner refusée par les banques britanniques. Le Bond créa des fondations culturelles comme la Federasie van Afrikasse Kultuurverenigings (FAK) auxquelles s'affilièrent 4 000 associations afrikaners, la fondation Voortrekker (scoutisme), la Volkskas (banque du peuple), une banque coopérative ou encore l'Afrikaanse Handelsinstituut (Chambre de commerce afrikaner).
En 1934, la fusion du Parti national de Hertzog avec le Parti Sud africain de Jan Smuts dans le Parti uni provoque une véritable consternation parmi les Afrikaners radicaux qui se regroupent derrière Daniel François Malan et son parti national purifié. En fait, Malan et les députés qui l'avaient suivi pour maintenir en vie le Parti national étaient essentiellement des membres du Broederbond. Débarrassé des modérés qui avaient suivi Hertzog au Parti Uni, le Parti national devenait la vitrine politique du Broederbond. C'est ainsi que dans le Transvaal et l'État libre d'Orange, la plupart des affiliés du NP étaient des "frères". La ligue se servira ainsi du Parti national comme outil politique et courroie de transmission de ses résolutions. 
En 1947, le Broederbond prit le contrôle du bureau sud-africain des affaires raciales (South African Bureau of Racial Affairs -SABRA). C'est en son sein que le concept de ségrégation totale au travers du dogme de l'apartheid est finalisé. 
Les circonscriptions électorales sont alors redécoupées favorisant les circonscriptions rurales. Aux élections de juin 1948, bien que minoritaire en voix, le Parti national remporta alors les élections générales avec leurs alliés du Parti afrikaner grâce à la surreprésentation des votes ruraux aux dépens des votes citadins favorables au Parti uni. Dans le premier gouvernement national de Daniel Malan, seuls deux ministres n'étaient pas membres du Broederbond (Eric Louw et Nicolaas Havenga).
De 1948 à 1994, tous les premiers ministres et présidents furent membres du Broederbond ainsi que près de 80 % des membres des gouvernements afrikaners . En 1982, les tensions au sein du Broederbond furent traduites aussi en politique avec la création du Parti conservateur mais l'organisation resta liée au parti national. C'est aussi en son sein que le démantèlement de l'apartheid fut d'abord approuvé tout comme les négociations constitutionnelles avec l'ANC.

## La fin du secret
En 1993, le Broederbond mit fin au secret. Il se rebaptisa Afrikanerbond, s'ouvrit aux femmes et aux différentes ethnies. Son but est dorénavant de :
« (a) mobiliser les talents et le leadership des membres de langue afrikaans ;
(b) être au service des Afrikaners et des intérêts de tous les Sud-Africains ;
(c) aider à la protection et à la promotion des intérêts de la communauté de langue afrikaans ;
(d) de promouvoir la justice, l'honnêteté, l'égalité en droit, la loyauté et les valeurs éthiques ».
La filiation avec le parti national prit fin en 1994. La ligue se veut dorénavant apolitique. 
Sa langue de communication et de débat demeure l'afrikaans.

## Structure interne
Le Broederbond se composait de 5 structures : 
- le Bondsraad : la plus haute autorité qui se réunit annuellement avait une fonction législative. Composée des représentants de toutes les cellules et du Conseil Fédéral (Uitvoerende Raad), elle discutait et votait sur les rapports et les recommandations avancées par le conseil fédéral, sur les  résolutions proposées par les cellules et actait sur tout ce qui concernait la religion, l'économie et la politique. Ses membres déterminaient le budget et élisaient ceux du conseil fédéral. Tous les membres du Bond avaient vocation à être membres du Bondsraad mais seuls ceux du conseil fédéral étaient habilités à voter.
- le Uitvoerende Raad (conseil fédéral): le gouvernement exécutif du Bond composé de 11 membres élus et de 5 membres cooptés. Il se réunit 5 à 6 fois par an.
- le Dagbestuur : organe de direction du conseil fédéral, chargé de la gestion courante et des affaires urgentes
- le Streeksrade et le Sentrale Komitee : conseil régional et central
- les cellules : composées de 5 à 20 membres et réparties sur tout le territoire sud-africain

## Présidents du Broederbond
- H.J. Klopper de 1918 à 1924
- W. Nicol de 1924 à 1925
- J.H. Greybe de 1925 à 1928
- J.W. Potgieter de 1928 à 1930
- L.J. du Plessis de 1930 à 1932
- J.C. van Rooy de 1932 à 1938
- Nicolaas Johannes Diederichs de 1938 à 1942
- J.C. van Rooy de 1942 à 1952
- H.B. Thom de 1952 à 1960
- P.J. Meyer de 1960 à 1972
- Andries Treurnicht de 1972 à 1974
- Gerrit Viljoen de 1974 à 1980
- Carel Boshoff de 1980 à 1983
- J.P. de Lange de 1983 à 1993
- T.L. de Beer depuis 1993

## Membres du Broederbond
- Daniel François Malan
- Johannes Strijdom
- Hendrik Verwoerd
- John Vorster
- Pieter Botha
- Frederik de Klerk
- Charles Swart

## Romans
- Henning Mankell, La Lionne blanche, Éditions du Seuil, 2004.